# جورج لومان
جورج لومان (بالإنجليزية: George Lohmann)‏ (2 يونيو 1865 في المملكة المتحدة - 1 ديسمبر 1901 في جنوب أفريقيا) هو لاعب كريكت بريطاني (وحمل سابقاً جنسية المملكة المتحدة لبريطانيا العظمى وأيرلندا). شارك مع منتخب إنجلترا للكريكت. أما مع النوادي، فقد لعب مع نادي مقاطعة سري للكريكت ‏.

## وصلات خارجية
- جورج لومان على موقع إي آس بي آن كريك إنفو (الإنجليزية)